# HD 223524
HD 223524，又名BD-10 6177，SAO 165911、HR 9027，是一颗恒星，视星等为5.94，位于銀經79.96，銀緯-67.59，其B1900.0坐标为赤經23h 45m 5.1s，赤緯-10° -67.59′ 57″。